# Hieracium picroides
 (décembre 2024).
Espèce
Statut de conservation UICN

 LC  : Préoccupation mineure
Hieracium picroides est une espèce de plantes de montagne de la famille des Asteraceae.

## Liste des sous-espèces
Selon GBIF (8 décembre 2024) :
- Hieracium picroides subsp. christii (Arv.-Touv.) Zahn
- Hieracium picroides subsp. grimsulanum (Zahn) Zahn
- Hieracium picroides subsp. intermixtum (Zahn) Zahn
- Hieracium picroides subsp. lutescens (Zahn) Greuter
- Hieracium picroides subsp. ochroleucum (Hoppe) Zahn
- Hieracium picroides subsp. picroides
- Hieracium picroides subsp. trichopicris (Zahn) Zahn

## Systématique
Le nom correct complet (avec auteur) de ce taxon est Hieracium picroides Vill..
Ce taxon porte en français les noms vernaculaires ou normalisés suivants : Épervière fausse picride, Épervière faux picris, Épervière fausse picride, Épervière faux picris, Épervière jaune pâle.
Hieracium picroides a pour synonymes :
- Hieracium pallidiflorum Rchb.
- Hieracium picroides subsp. pseudosieberi Vetter & Zahn